# Мюллер, Петер (конькобежец)
Петер Алан Мюллер (англ. Peter Alan Mueller; 27 июля 1954, Мадисон, Висконсин) — американский конькобежец, чемпион зимних Олимпийский игр 1976 года, участник зимних Олимпийских игр 1980 года, серебряный и бронзовый призёр чемпионата мира в спринтерском многоборье, 4-кратный серебряный призёр чемпионата США, 6-кратный рекордсмен США.

## Биография
Петер Мюллер, так же как и американский конькобежец Эрик Хайден, родился в городе Мадисоне, который считается центром конькобежного спорта в США. В детстве Петер наблюдал за другими детьми, как они катались на коньках в парках Мадисона, и захотел присоединиться к ним. Однако чиновники сказали 6-летнему ребенку, что он слишком мал, но его отец Пол уговорил их позволить сыну соревноваться с семилетками, после чего Петер поразил всех своей победой.
В течение короткого времени его отец Пол Мюллер вступил в Мадисонский клуб конькобежного спорта в качестве тренера-волонтёра, где катались трое его детей, в том числе и Петер и и помог многим конькобежцам стать чемпионами. В 16 лет Петер стал вторым на чемпионате США среди юниоров в многоборье. В 1972 году Пол перевёз свою семью в Мекуон, штат Висконсин, чтобы быть ближе к Олимпийскому катку (ныне Национальный ледовый центр Петтита).
В 1973 году Петер в составе юниорской сборной США выступал на юниорском чемпионате мира, а также стал участвовать на чемпионате страны среди взрослых. Через год стал серебряным призёром чемпионата США в спринте и отправился на чемпионат мира в спринтерском многоборье, где занял 6-е место, а на дебютном чемпионате мира в классическом многоборье стал 27-м. В 1975 году на спринтерском чемпионате мира он занял 3-е место в забеге на 500 метров, но в сумме оказался только на 20-м месте.
В декабре 1975-го Мюллер прошёл Олимпийскую квалификацию, а в феврале 1976 года стал первым олимпийским чемпионом с олимпийским рекордом 1:19,32 секунды на дистанции 1000 метров, которая впервые была введена в программу зимних Олимпийских игр в Инсбруке. На дистанции 500 метров он занял 5-е место. В марте на спринтерском чемпионате мира в Берлине завоевал бронзовую медаль, уступив второе место своему партнёру по команде Дэну Иммерфоллу с разницей 35 очков.
В 1977 году он был близок в чемпионству на спринтерском чемпионате мира в Алкмаре, но уступил своему земляку Эрику Хайдену, заняв 2-е место. В 1978, 1979 и 1980 годах Петер занимал 10-е, 4-е и 7-е места соответственно на чемпионатах мира по спринту. В 1980 году стал серебряным призёром на чемпионате США на дистанциях 500 и 1000 метров. Он участвовал также в Зимних Олимпийских играх в Лейк-Плэсиде, но занял лишь пятое место на дистанции 1000 метров. В 1980 году завершил карьеру.

## Карьера тренера
После окончания карьеры конькобежца Петер Мюллер стал тренером. Он тренировал известных конькобежцев, олимпийских чемпионов: Бонни Блейр, Дэн Дженсен, Марианне Тиммер и Клаудия Пехштайн, Джанни Ромме. С 2003 года по 2009 годы Петер Мюллер был тренером национальной команды конькобежцев Норвегии. В настоящее время — тренер сборной Казахстана, и личный тренер Дмитрия Бабенко Казахстан 

## Личная жизнь и семья
Петер Мюллер родился в семье эмигрантов поляка Пола Карла и немки Риты Мюллеров, которые при поддержке Всемирной лютеранской федерации, переехали в Мадисон в США в 1952 году. Его отец и дед (также Пол) сначала работали механиками в "Pyramid Motors", а бабушка Люси и мама Рита устроились в Университет Висконсина в Мадисоне. Отец Пол дослужился до должности консультанта по обслуживанию в "Pyramid Motors", затем в "Ahrens Cadillac/Oldsmobile", а в 1972 году стал консультантом по обслуживанию в "Concours Motors", где проработал более 25 лет. Кроме того он занимая различные официальные должности в конькобежном клубе Уайтфиш-Бэй, Любительском конькобежном союзе, Ассоциации конькобежцев США, Международном союзе конькобежцев и Олимпийском комитете США и был включён в Зал славы конькобежного спорта в 1998 году. Умер Пол в декабре 2011 года. У Петера есть родная сестра Дотти и брат Говард. Сам Петер Мюллер в 1977 году женился на знаменитой конькобежке Лее Поулос. После завершения карьеры она работала кассиром и кладовщиком, но после введения новой олимпийской программы трудоустройства занимала административную должность в крупной фирме по производству безалкогольных напитков. Петер работал в ресторане. У них родилось двое детей, но позже они развелись. Позже был женат на Марианне Тиммер, но также развёлся. В 2006 году в Нидерландах вышла автобиография Петера Мюллера "Op dun ijs" («На тонком льду»).

## Награды
- 13 мая 1988 года — включён в Национальный зал славы конькобежного спорта США Арден-Хиллс, штат Миннесота.[8]